# Tchamassi
Genres associés
Bend skin, Lali, Ndanji, Mangambeu
Le Tchamassi est une musique et une danse traditionnelle du Cameroun. Originaires des environs de Bafoussam. C'est une danse traditionnelle Bamiléké. Les danseurs évoluent à petits pas en se déhanchant et parfois avec le torse penché vers l'avant. La musique est jouée par des guitares et des percussions traditionnelles par les hommeset dansée par les hommes et les femmes.

## Description
La danse et le rythme Tchamassi, pratiqués particulièrement à l’Ouest du Cameroun, chez les Bamiléké sont accompagnés par des sanzas mambala. Très présent dans la diaspora Bamiléké des grandes villes du Cameroun, elle sert aux occasions de divertissements festifs. Chez les Bamougoum et les Bandjoun, le Tchamassi, est la musique dite des jeunes.

## Quelques artistes de Tchamassi
- André-Marie Tala